# Myristica maingayi
Myristica maingayi är en tvåhjärtbladig växtart som beskrevs av Joseph Dalton Hooker. Myristica maingayi ingår i släktet Myristica och familjen Myristicaceae. Inga underarter finns listade i Catalogue of Life.